# Aeropuerto Internacional Ángel Adami
El Aeropuerto Internacional "Ángel Adami" (OACI: SUAA), también conocido como Aeropuerto de Melilla, es un aeropuerto público que sirve al departamento de Montevideo, en Uruguay, situado en el barrio de Melilla, 15 km al noroeste del centro de la ciudad de Montevideo. Fue fundado el 2 de julio de 1920, y desde 1946 homenajea a su fundador, el periodista pionero de la aviación civil uruguaya Ángel Salvador Adami.
La mayoría de los aviones privados del país tienen base en este aeródromo, y es sede del Instituto de Adiestramiento Aeronáutico de la DINACIA, un aeroclub, seis escuelas de vuelo civiles, y talleres de aviación. En él llegó a operar el Escuadrón Aéreo N.º 7 de observación y de enlace de la Fuerza Aérea Uruguaya, que posteriormente fue trasladado al Aeropuerto de Carrasco en enero del 2022.
Actualmente acoge vuelos domésticos e internacionales no regulares, tanto bajo reglas de vuelo instrumental como bajo reglas de vuelo visual, incluyendo servicios de taxi aéreo, ambulancia aérea, escuelas de vuelo y mantenimiento de variada complejidad. La mayoría del tráfico de aeronaves que operan en el aeropuerto es local, sobre todo de las escuelas de vuelo y el aeroclub.
Su categoría OACI es 2B.

## Historia

### SigloXX
El entonces aeródromo de Melilla fue fundado el 2 de julio de 1920, cuando despegan los primeros vuelos de las pistas del campo de aviación. El primer vuelo fue realizado por el piloto inglés Charles E. Wilmot, capitán de la Royal Air Force británica, en un Avro 504K. El segundo vuelo que despegó fue también realizado por el piloto Charles Wilmot junto con Ángel Adami, mientras que el tercero fue realizado por el capitán Cesáreo L. Berisso, ambos vuelos también en aeronaves Avro 504K.
En 1946 el aeropuerto fue nombrado en honor a su fundador, el periodista y pionero de la aviación civil uruguaya Ángel Salvador Adami.
El aeropuerto continuaría operando vuelos comerciales hasta 1947, cuando los vuelos comerciales comienzan a concentrarse en el Aeropuerto Internacional de Carrasco que había ampliado sus pistas.
En 1999 Melilla registró alrededor de 63 000 operaciones, que corresponde a un promedio de 172 vuelos por día, una operativa aún mayor que la de Carrasco.

### SigloXXI
En noviembre de 2011 más de 15 000 visitantes asistieron al Festival Aéreo, organizado por la Fuerza Aérea Uruguaya a beneficio de la Fundación Cesáreo Berisso, donde se pudo apreciar una exposición de aeronaves civiles y militares.
A finales del 2016 se realizó una serie de obras con el fin de mejorar el aeropuerto. La pista principal fue reparada y pintada, tarea que concluyó el 3 de febrero de 2017. También se agrandó la plataforma para aparcar más aviones y se instalaron nuevos surtidores de combustible.
Durante la jornada del domingo 5 de febrero de 2017 una fuerte tormenta hizo desplomar dos hangares del Aero Club del Uruguay, atrapando y dañando varias aeronaves que se encontraban en ese lugar, incluyendo un Cessna 414 de ANCAP, además de aeronaves de entrenamiento pertenecientes a la institución. No obstante, se efectuaron las tareas de reconstrucción pertinentes.
En 2018 se repararon las calles de rodaje y se mejoró el estacionamiento exterior.
A finales del 2019 se iniciaron obras de reciclaje de la terminal con la intención de mejorarla. Su zona aeronáutica ha sido remodelada y se amplió el edificio y los espacios públicos contiguos. La terminal se reinauguró el 7 de diciembre de 2020.

Durante los días de invierno, las escuelas de vuelo efectúan vuelos nocturnos entre las 18:00 y las 19:00 (hora local).

## Pista
El aeródromo cuenta con una única pista de aterrizaje, la 19/01, de hormigón y con 1250 metros de largo y 23 de ancho. Está diseñada para posibilitar el aterrizaje de grandes aeronaves, como por ejemplo el C-130 Hercules, utilizado por la Fuerza Aérea Uruguaya; sin embargo, en las últimas décadas se ha transformado en un centro para aeronaves pequeñas y medianas.
Debido a la variación del norte magnético, en 2016 las señales designadas de pista fueron renumeradas de 18/36 a 19/01.

## Aerolíneas y destinos

### Destinos nacionales cesados
- PLUNA
  - Durazno, Uruguay / Aeropuerto Internacional de Alternativa Santa Bernardina
  - Rivera, Uruguay / Aeropuerto Internacional Presidente General Óscar D. Gestido
  - Tacuarembó, Uruguay / Aeropuerto Departamental de Tacuarembó

## Estadísticas
En 2020 Adami fue el primer aeropuerto uruguayo con mayor tránsito de vuelos y pasajeros de taxis aéreos, el primero con mayor tránsito de vuelos y pasajeros nacionales, y el tercero más transitado del país. Se realizaron 6176 vuelos nacionales y 401 vuelos internacionales de taxis aéreos, y transitaron un total de 3400 pasajeros nacionales y 532 pasajeros internacionales.

## Acceso
El aeropuerto se encuentra sobre el camino Melilla, en su intersección con la avenida Lezica, en la localidad de Melilla. Se accede a la ciudad por este camino al sur. Además, muy cerca del aeropuerto se encuentra el anillo perimetal y la ruta 5.
Las líneas de ómnibus 148, 174, 329, 409, L7, 803 y 804 del Sistema de Transporte Metropolitano conectan el aeropuerto con diferentes barrios del área metropolitana de Montevideo. Por otra parte, el aeropuerto cuenta con servicio de taxis.

## Galería

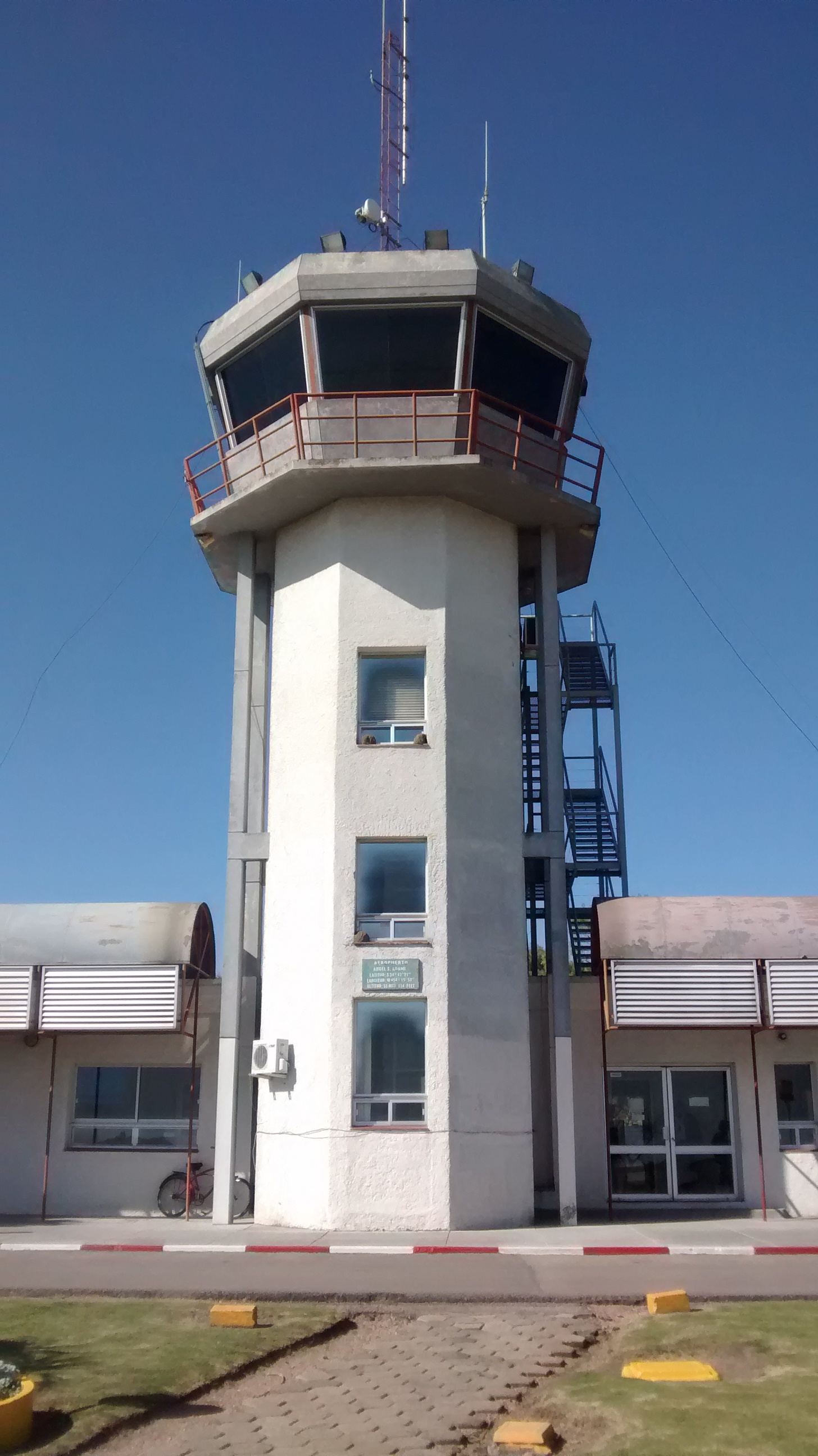
Torre de control del aeropuerto
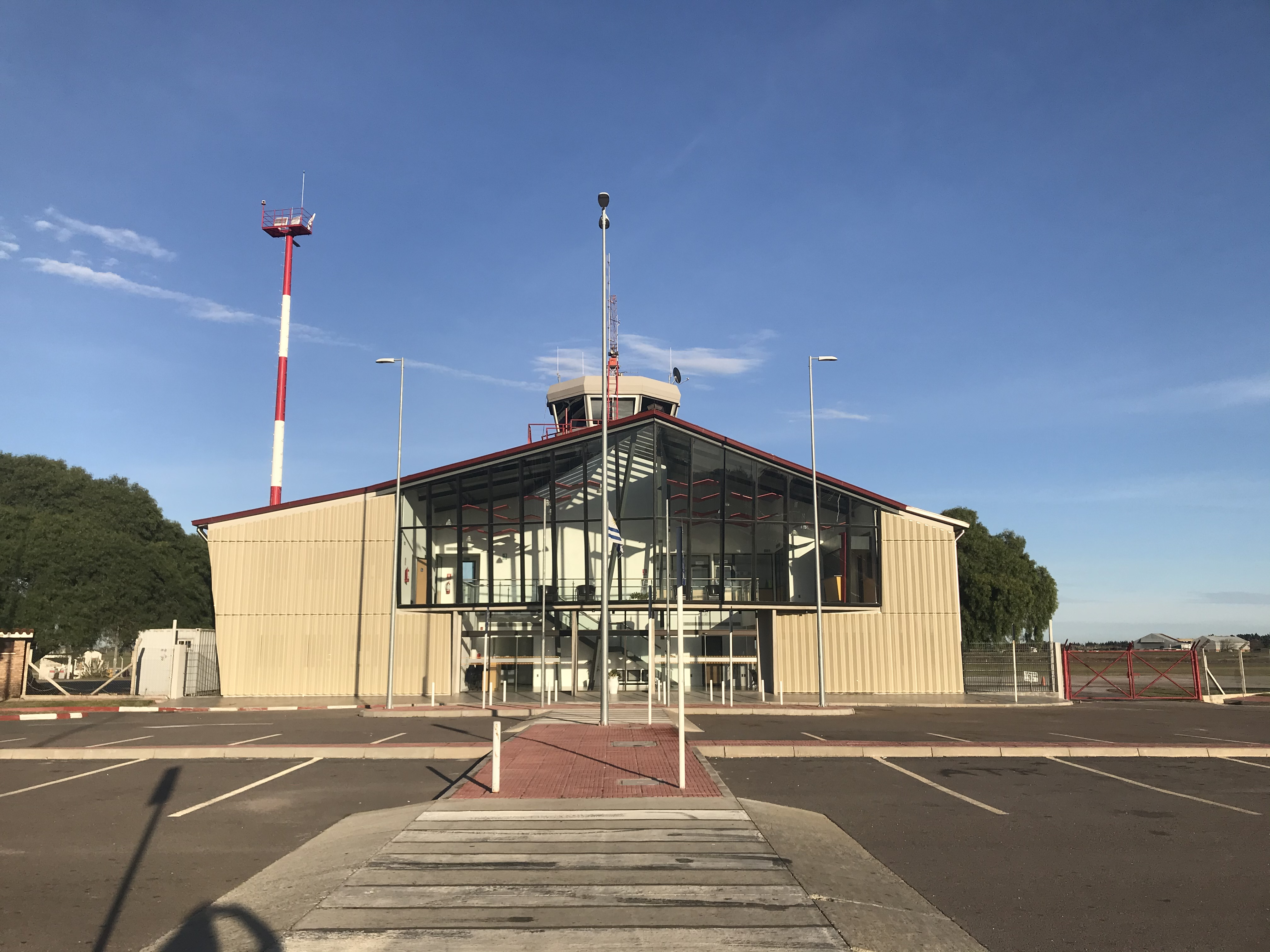
Vista del aeropuerto
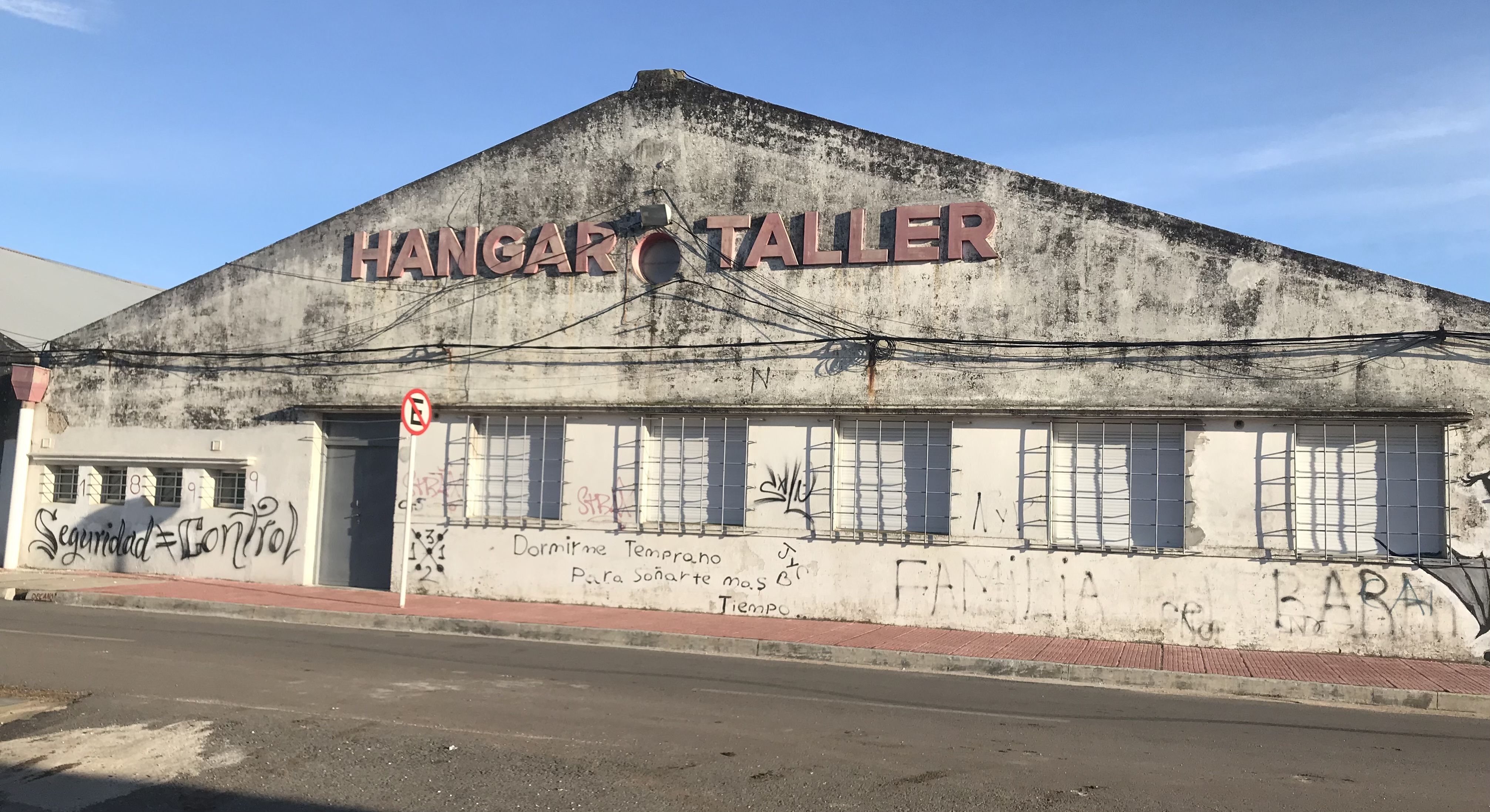
Taller del aeropuerto
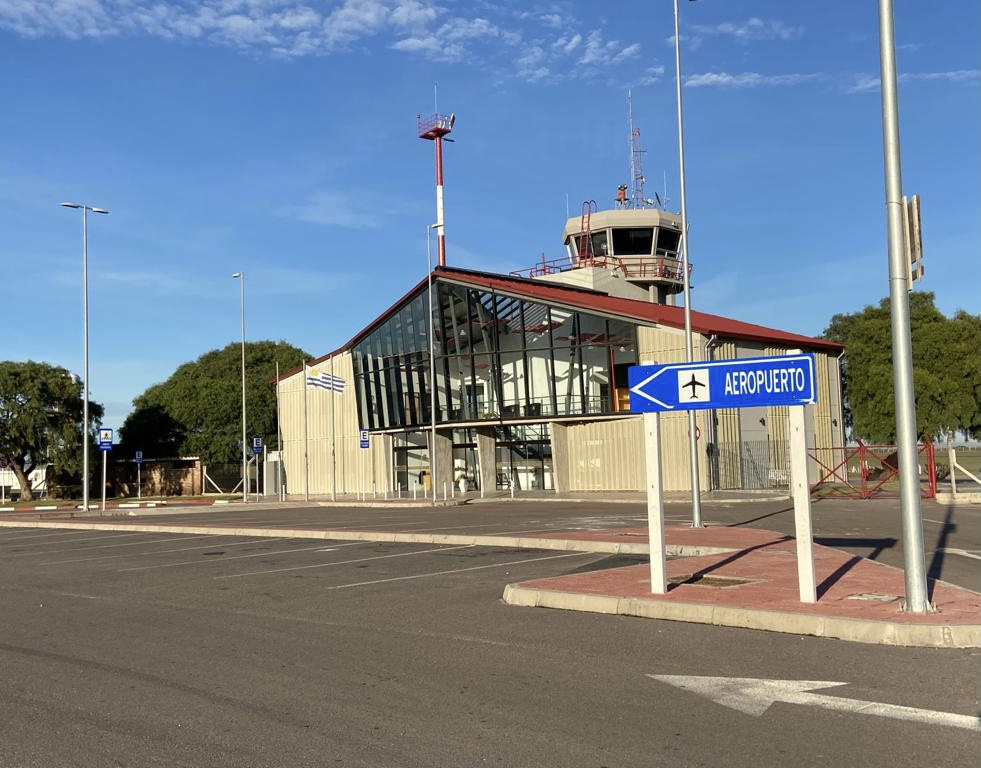
Vista del aeropuerto
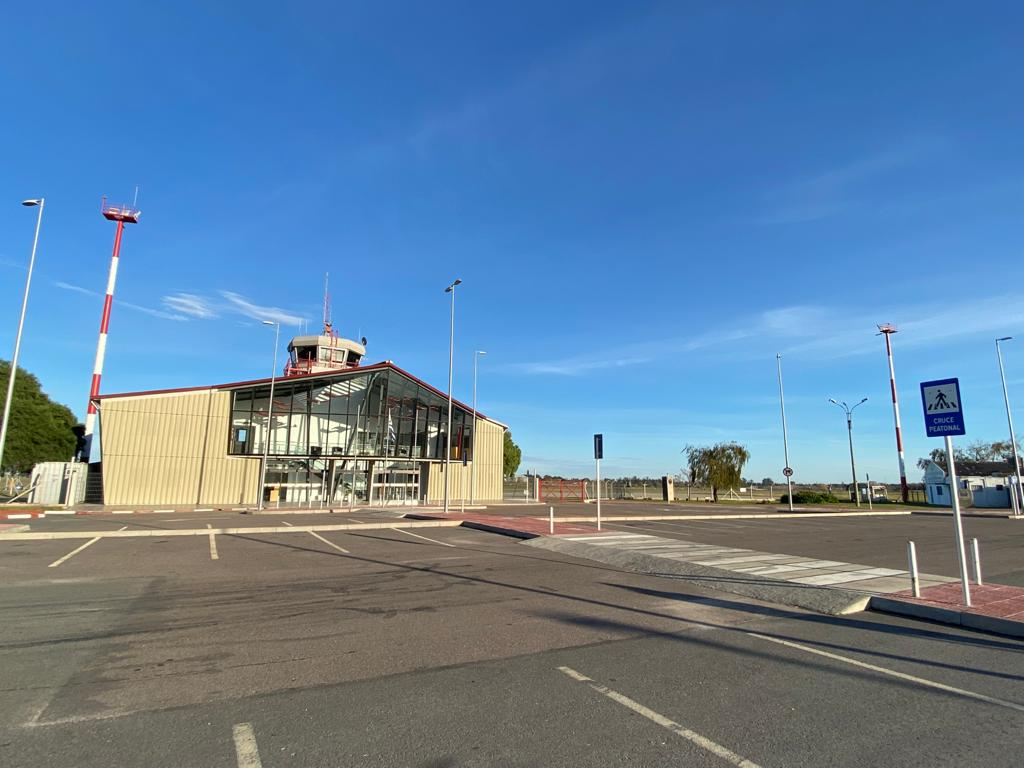
Vista del aeropuerto
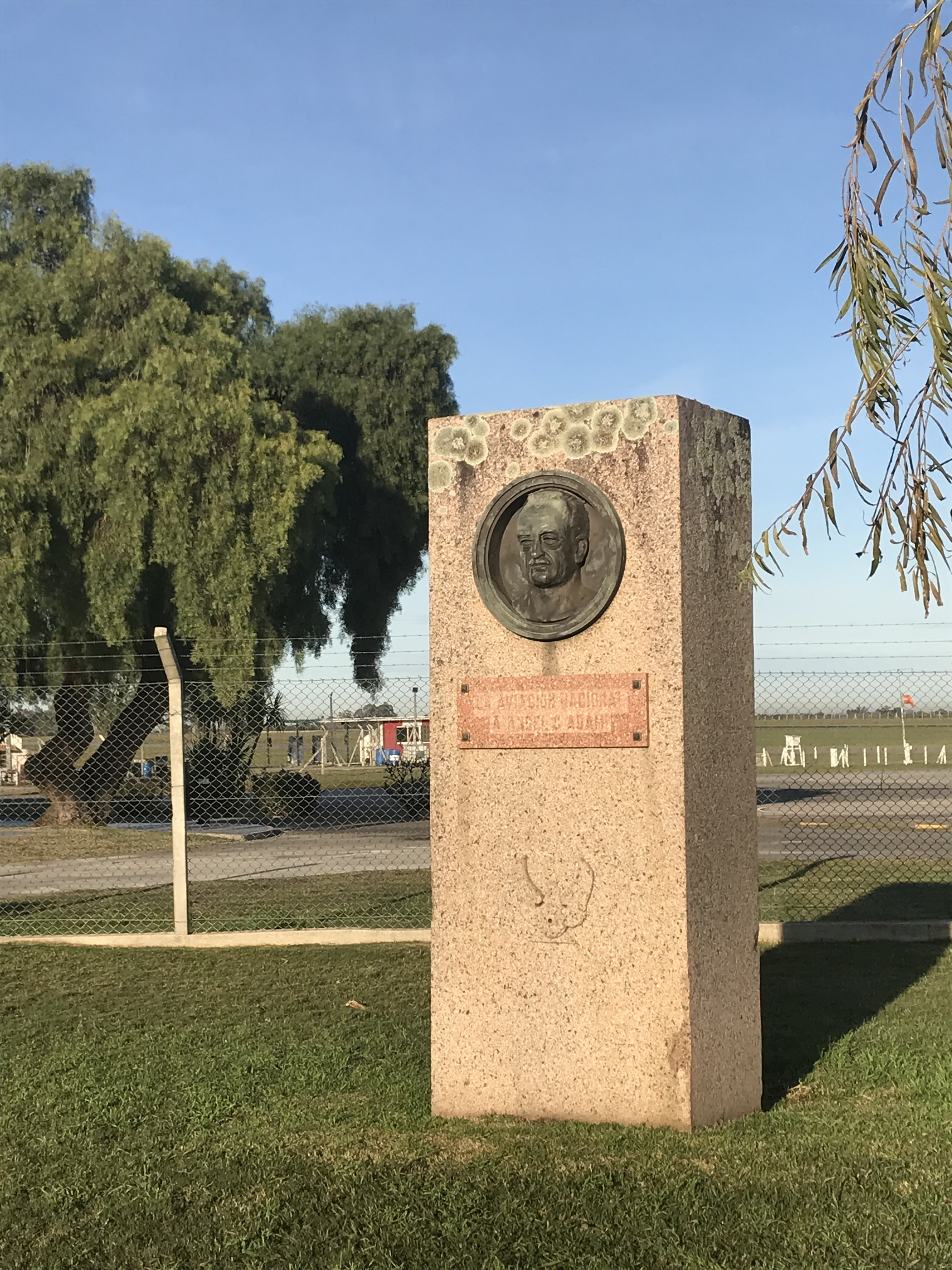
Monumento a Ángel Adami
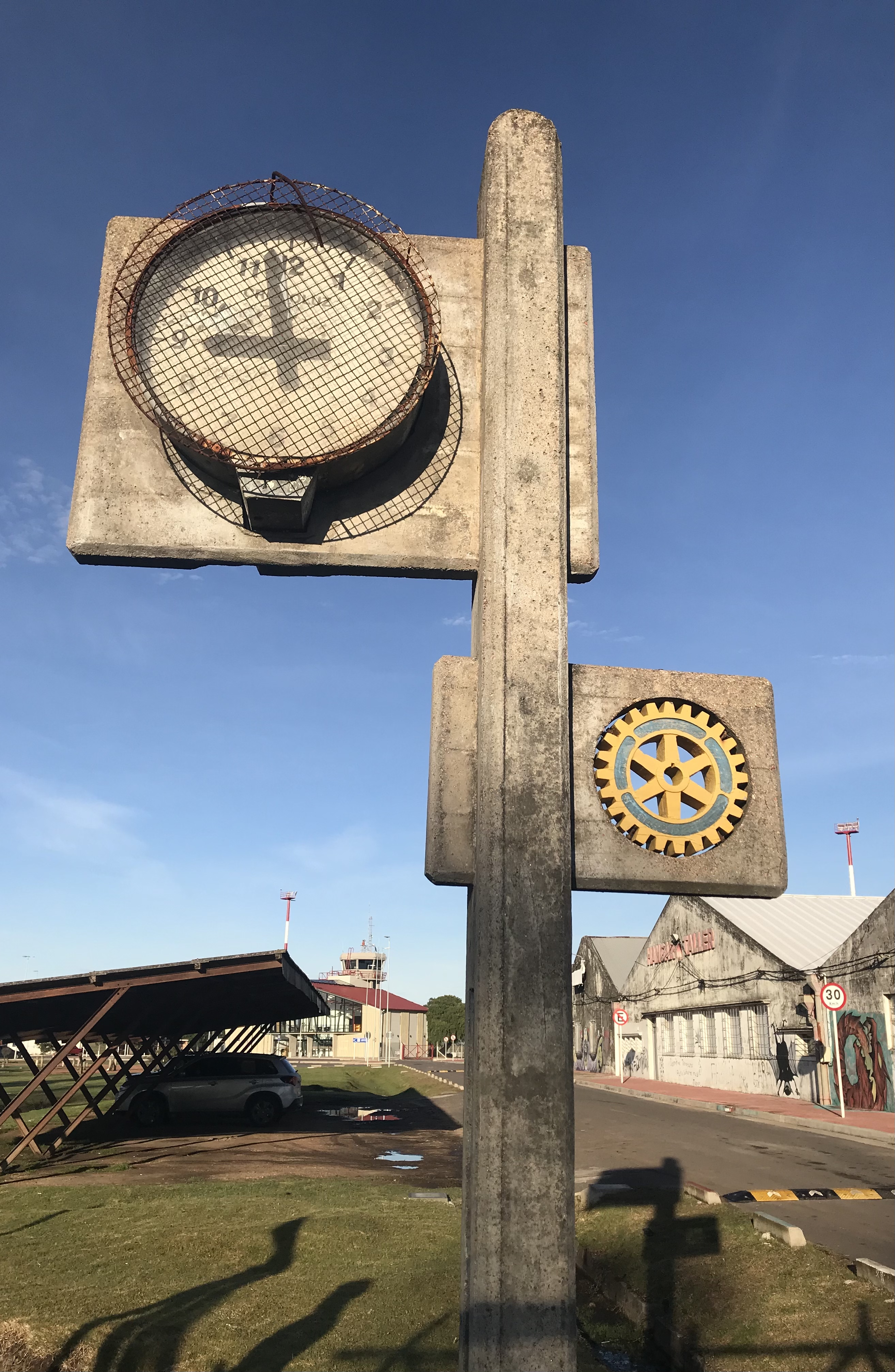
Reloj de los rotarios